# Pałysz
Pałysz – dawny folwark, w II Rzeczypospolitej wieś, obecnie część wsi Konopiska (ulica Przemysłowa).

## Historia
Pałysz leży w Częstochowskim Obszarze Rudonośnym. Na początku XX wieku powstała tu kopalnia rud żelaza "Marianna" i Pałysz uzyskał charakter osiedla przemysłowego. Była to podziemna kopalnia firmy "Modrzejów-Hantke" Zakłady Górniczo-Hutnicze S.A. w Konopiskach. Kopalnia działała w latach 1919-1921. W latach 1929–1932 działała również podziemna kopalnia tej firmy "Emil" znajdująca się w Konopiskach, za Pałyszem.  
Znajduje się tutaj budynek pierwszej parowozowni kopalni Konopiska z 1921 roku. Po przebudowie wnętrza w 1927 r. uruchomiono w nim płuczkę rudy. Od lat 70. XX w. znajduje się tu prywatny zakład produkcyjny "Kuźnia Pałysz". W pobliżu znajdują się nieduże zbiorniki wodne, które powstały na pogórniczych warpiach. 
Od 1864 roku należał do gminy Dźbów, a w 1952 roku wszedł w skład gminy Konopiska jako część gromady Wygoda.  

## Obecnie
Na terenie Pałysza znajduje się duży ośrodek handlu odzieżą (150 pawilonów handlowych na obszarze 6000 metrów kw.) i międzygminne wysypisko śmieci zbudowane na podstawie umowy między gminą Konopiska i gminą Herby.